# 박종성
박종성(1986년 10월 19일 ~)은 대한민국의 하모니카 연주가다. 2012년 디지털 싱글 앨범 [Dimple]로 데뷔했다.

## 학력
- 경희대학교 예술디자인대학 포스트모던음악과 학사 하모니카 전공 (예술대 전체 수석 졸업)
- 한양대학교 음악대학원 오케스트라지휘 전공

## 방송
- 슈퍼밴드 (2019) - Top53(50위)

## 음반
- Dimple (2012.1)
- Run Again (2012.4)
- HARMONICIST (2018)
- 고향의 봄 (2021)
- HARMONICIST (LP,2022)
- Amigo (2022)

## 수상
- 아시아-태평양 하모니카 페스티벌(일본) 청소년 트레몰로 독주부문 금상 (2002)
- 아시아 태평양 하모니카 페스티벌 특별상 (2004)
- 일본음악연주제 1위 (2006)
- 아시아 태평양 하모니카 페스티벌 성인독주부문 1위 (2008)
- 세계 하모니카대회 (독일) 트레몰로 솔로 부문 1위, 재즈 크로매틱 부문 2위 (2009)
- 제3회 21c한국음악프로젝트 장려상 (2009)
- 제31회(일본국 외국인 유일 초청) 전일본하모니카대회 트레몰로 솔로 부문 1위 (2011)
- 전주세계소리축제 소리프론티어 '소리축제상' (2016)
- 한국지휘자협회 주관 지휘캠프 '우수 신예 지휘자'선정 및 데뷔 콘서트 (2017

## 주요공연
- 앨범 발매기념 데뷔 콘서트 <하모니카의 예술세계> 예술의전당 IBK챔버홀 (2013)
- 전역기념 컴백 콘서트 <Run Again> 서울성공회대성당 (2015)
- 소프라노 조수미 송년 빅 콘서트 <그리운 날의 기억> 전국 10개도시 투어 (2015)
- 예술의전당 아티스트라운지 선정 IBK챔버홀 단독 콘서트 (2017, 2018)
- 프랑스 스트링챔버오케스트라 '오케스트라챔버뉴벨유럽' 내한공연 협연, 롯데콘서트홀 (2019)
- 김형준 작곡 <Concerto for Harmonica and Orchestra : Harmonica Memorial> 헌정 받아 초연 및 재연 (2021)
- <하모니시스트 박종성의 오케스트라 프로젝트 I>, 강동아트센터 (2021)
- <하모니시스트 박종성의 오케스트라 프로젝트 II>, 롯데콘서트홀 (2022)
- <하모니시스트 박종성 홍콩 리사이틀 : 안녕, 하모니카> 홍콩아트센터 (2023)
- 소프라노 조수미, 비올리스트 리처드용재오닐, 클래식기타리스트 박규희, 클래식색소포니스트 브랜든최, 국립심포니오케스트라, 오케스트라챔버뉴벨유럽(프랑스), 부천필하모닉오케스트라, KBS교향악단 앙상블, 경기필하모닉오케스트라, 부산심포니오케스트라, 대전시립교향악단, 군포프라임필하모닉오케스트라, 충남교향악단, 원주시립교향악단, 울산시립교향악단, 밀레니엄심포니오케스트라 등 협연 다수

## 참여
- KBS 드라마 넝쿨째 굴러온 당신 OST (2012)
- 버스커버스커 <꽃송이가> (2012)
- BTS 지민 솔로 음반 <편지> (2023)